# Port lotniczy Palm Beach
Port lotniczy Palm Beach – międzynarodowy port lotniczy położony 5 km na zachód od West Palm Beach. Jest jednym z największych portów lotniczych na Florydzie. W 2021 obsłużył 5,5 miliona pasażerów.

## Linie lotnicze i połączenia

### Hall A
- Continental Airlines
  - Continental Connection obsługiwane przez Gulfstream International Airlines (Freeport, Key West, Marsh Harbour, Nassau, Tallahassee, Tampa, Treasure Cay)
- Bahamasair (Marsh Harbour)

### Hall B
- Air Canada (Toronto-Pearson)
- Continental Airlines (Houston-Intercontinental, Newark)
  - Continental Express obsługiwane przez ExpressJet Airlines (Cleveland, Houston-Intercontinental)
- JetBlue Airways (Boston, Nowy Jork-JFK, Nowy Jork-LaGuardia, Newark, Waszyngton-Dulles [sezonowo], White Plains)
- Northwest Airlines (Detroit)
- Southwest Airlines (Baltimore, Long Island/Islip, Filadelfia, Tampa)
- US Airways (Charlotte, Filadelfia, Waszyngton-Reagan)
  - US Airways Express obsługiwane przez Republic Airlines (Waszyngton-Reagan)

### Hall C
- AirTran Airways (Atlanta, Baltimore, White Plains)
- American Airlines (Chicago-O'Hare [sezonowo], Dallas/Fort Worth, Nowy Jork-La Guardia [sezonowo])
- Delta Air Lines (Atlanta, Boston, Hartford, Nowy Jork-LaGuardia)
  - Delta Connection obsługiwane przez Comair (Nowy Jork-LaGuardia)

### Czartery
- IBC Airways (Santiago (Dominikana))